# Nouvelle vague littéraire sarde
Pour les articles homonymes, voir Nouvelle vague (homonymie).
La nouvelle vague littéraire sarde est un ensemble d’œuvres littéraires écrites par plusieurs auteurs sardes à partir des années 1980 jusqu'à nos jours.

## L'histoire
La nouvelle vague littéraire sarde, est une dénomination souvent utilisée pour se référer aux œuvres littéraires de nombreux auteurs sardes contemporains, à partir d'environ les années 1980. Habituellement ils sont décrits comme un mouvement formé par des auteurs de romans et d'autres textes (et souvent de cinéma, de théâtre et d'autres productions artistiques), qui partagent des constantes de thèmes, de genres et de style, ainsi que de lieu, ayant surtout la Sardaigne comme fond géographique. Ces travaux sont dits former aussi une sorte de fiction avec des caractéristiques dérivées principalement, mais pas exclusivement, du contexte et de l'histoire de la Sardaigne.
Aujourd'hui la nouvelle littérature sarde est généralement considérée comme l'une des littératures régionales les plus remarquables en italien, mais parfois elle est aussi écrite en langues minoritaires à l'intérieur de l'île, c'est-à-dire en sarde et autres variétés linguistiques de la Sardaigne: le corse-gallurais, le catalan d'Alghero et le génois-tabarquin de Carloforte),,.
La qualification de « printemps » ou de « nouvelle vague » est due à la qualité, à la quantité et au succès international de plusieurs de ces ouvrages,, traduits dans de nombreuses langues.
La nouvelle vague littéraire sarde a été lancée, selon une opinion partagée,,, par un trio formé par Giulio Angioni, Sergio Atzeni et Salvatore Mannuzzu, et puis continuée par des auteurs tels que Marcello Fois, Salvatore Niffoi, Alberto Capitta, Giorgio Todde, Michela Murgia, Flavio Soriga, Milena Agus, Francesco Abate, Matteo Porru et bien d'autres, dont un trio d'écrivains pour enfants, Bianca Pitzorno, Bruno Tognolini et Alberto Melis.
La nouvelle vague sarde est également considérée comme la conséquence actuelle, d'envergure européenne, de la production littéraire de plusieurs éminentes personnalités telles que Grazia Deledda, prix Nobel pour la littérature en 1926, Emilio Lussu, Giuseppe Dessì, Gavino Ledda, Salvatore Satta et d'autres.

## Sources
- S. Contarini, M. Marras et G. Pias (eds), L'identità sarda del XXI secolo. Tra globale, locale e postcoloniale, Atti del seminario internazionale L’identité sarde du XXIe siècle entre global, local et postcolonial, Paris, 9.12.2011, Journée organisée par le Centre de Recherches Italiennes, avec la participation de l’University of Leeds, Nuoro, il Maestrale, 2012.
- A. M. Amendola, L'isola che sorprende. La narrativa sarda in italiano (1974-2006), Cagliari, CUEC, 2000.
- Giulio Angioni, Cartas de logu: scrittori sardi allo specchio, Cagliari, CUEC, 2007.
- Carlo Dionisotti, Geografia e storia della letteratura italiana, Turin, Einaudi, 1999.
- E. Hall, Greek tragedy and the politics of subjectivity in recent fiction, Classical Receptions Journal, 1 (1), 23-42, Oxford University Press, 2009.
- C. Lavinio, Narrare un'isola. Lingua e stile di scrittori sardi, Rome, Bulzoni, 1991.
- F. Manai, Cosa succede a Fraus? Sardegna e mondo nel racconto di Giulio Angioni, Cagliari, CUEC, 2006.
- M. Marras, Ecrivains insulaires et auto-représentation, Europaea, VI, 1-2 (2000), 17-77.
- A. Ottavi, Les romanciers italiens contemporains, Paris, Hachette, 1992, 142-145.
- S. Paulis, La costruzione dell'identità. Per un'analisi antropologica della narrativa in Sardegna fra '800 e '900, Sassari, EdeS, 2006.
- L. Schröder, Sardinienbilder. Kontinuitäten und Innovationen in der sardischen Literatur und Publizistik der Nachkriegszeit, Berne, Peter Lang, 2000.
- George Steiner, One thousand years of solitude: on Salvatore Satta, in George Steiner, At the New Yorker, New York, New Directions, 2009,  (ISBN 9780811217040)
- F. Toso, La Sardegna che non parla sardo, Cagliari, CUEC, University Press, 2012.
- S. Tola, La letteratura in lingua sarda. Testi, autori, vicende, Cagliari, CUEC, 2006.
- B. Wagner, Sardinien, Insel im Dialog. Texte, Diskurse, Filme, Tübingen, Francke Verlag, 2008.